# Nakajima E2N
Chiếc Nakajima E2N là một kiểu máy bay trinh sát Nhật Bản trong những năm giữa hai cuộc thế chiến. Nó là một kiểu thủy phi cơ có một động cơ hai chỗ ngồi cánh kép lệch (sesquiplane) với hai phao nổi chính.

## Thiết kế và phát triển
Chiếc E2N được phát triển trong những năm 1920 cho Hải quân Đế quốc Nhật Bản như một kiểu thủy phi cơ trinh sát tầm ngắn phù hợp để được phóng lên từ các thiết giáp hạm và tuần dương hạm. Đó là một kiểu máy bay cánh kép lệch bằng gỗ với hai phao nổi chính, chở theo một đội bay gồm hai người ngồi trong một buồng lái mở, và có các cánh xếp được. Cách sắp xếp như vậy cho phép có một tầm nhìn xuống bên dưới tốt hơn so với những chiếc máy bay cánh đơn của Aichi và Yokosuka, và thiết kế này được chọn để sản xuất và trở thành máy bay trinh sát trên tàu đầu tiên do Nhật Bản tự thiết kế.

## Lịch sử hoạt động
Kiểu E2N phục vụ trong Hải quân Nhật dưới tên gọi Thủy phi cơ Trinh sát Kiểu 15 (一五式水上偵察機). Tám mươi chiếc đã được chế tạo giữa những năm 1927 và 1929 bởi Nakajima và Kawanishi; trong đó có hai chiếc được dùng trong dân sự cho việc tuần tra đánh bắt hải sản. Trong những năm 1930 Hải quân bắt đầu rút những chiếc máy bay này ra khỏi những đơn vị phục vụ tại tuyến đầu, chúng được thay thế bởi những chiếc Nakajima E4N, và được giao các vai trò huấn luyện hay được bán lại cho dân sự.

## Các phiên bản
E2N1 (Thủy phi cơ Trinh sát Kiểu 15-1)
Phiên bản trinh sát tầm ngắn.
E2N2 (Thủy phi cơ Trinh sát Kiểu 15-2)
Phiên bản huấn luyện với bộ điều khiển kép.

## Các nước sử dụng
Nhật Bản
- Hải quân Đế quốc Nhật Bản

## Đặc điểm kỹ thuật (E2N)
Tham khảo: Japanese Aircraft 1910-1941 

### Đặc tính chung
- Đội bay: 02 người
- Chiều dài: 9,57 m (31 ft 4 in)
- Sải cánh: 13,52 m (44 ft 4 in)
- Chiều cao: 3,69 m (12 ft 1 in)
- Diện tích bề mặt cánh: 44 m² (474 ft²)
- Trọng lượng không tải: 1.409 kg (3.106 lb)
- Trọng lượng có tải: 1.950 kg (4.299 lb)
- Động cơ: 1 x động cơ Hispano-Suiza 8 xy lanh bố trí chữ V công suất 340 mã lực (264 kW)

### Đặc tính bay
- Tốc độ lớn nhất: 172 km/h (93 knot, 107 mph)
- Tốc độ lên cao: 1,6 m/s (310 ft/min)

### Vũ khí
- 1 x súng máy di động 7,7 mm

## Nội dung liên quan

### Máy bay liên quan
- Nakajima E4N

### Trình tự thiết kế
E1Y - E2N - E3A - E4N - E5K/E5Y - E6Y - E7K

### Danh sách liên quan
- Danh sách máy bay chiến đấu
- Danh sách máy bay quân sự Nhật Bản